# オヤム県

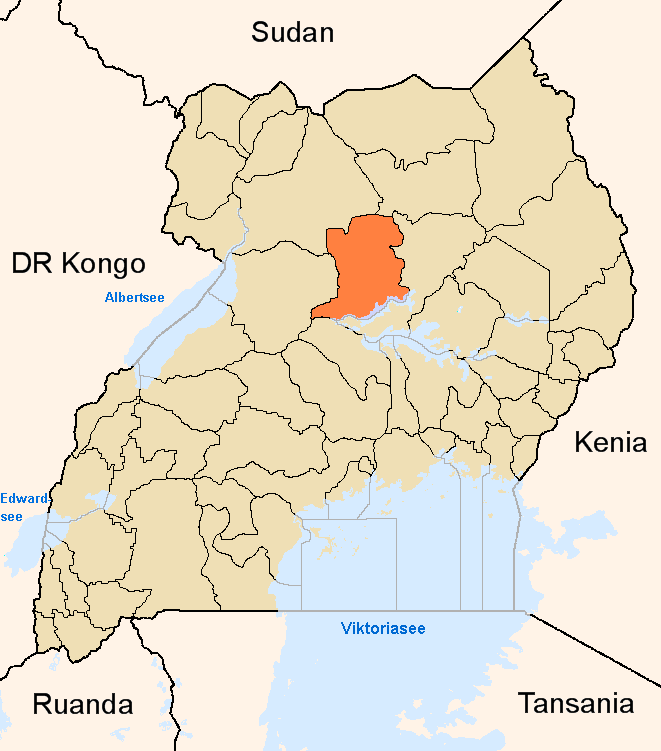
2001年から2005年のアパッチ県、オヤム県はその北部

オヤム県 (オヤムけん、Oyam District) はウガンダ北部、ランゴ地方北西部の県。2006年7月1日にアパッチ県北部のオヤム郡が分割され設置された。県庁所在地はアチャバ副郡のアニェケで、他にミナクル、アベル、ロロ、イチェメ、ンガイ、オトワルの7つの副郡がある。2008年5月現在の知事に相当する第5地域議会の議長は国民抵抗運動 (NRM) のオケロ・エンゴラ・マコドウォゴ大佐である。2002年の国勢調査人口は 270,720 人。

## 隣接する県
南東にリラ県、北東にアチョリ地方パデル県、北にグル県、北西にアムル県、白ナイルを挟み西にブニョロのマシンディ県と接する。

## 脚註
1. ↑  "Uganda: Red Cross launches water project in war-affected districts", ReliefWeb, 17 Mar, 2008.